# Ko'o'u-kopai
Ko'o'u-kopai, jedna od sedam lokalnih skupina Hualapai (walapai) Indijanaca, porodica yuma na sjevernom središnjem duijelu Hualapai teritorija, Arizona. 
Njihovo ime prema lokalitetu je i 'mesa people'. Imali su nekoliko sela, to su, viz.: Crozier (američko ime), Djiwa'ldja, Hak-tala'kava, Haktutu'deva, Hê'i, Katha't-nye-ha', Muketega'de, Qwa'ga-we', Sewi", Taki'otha'wa i Wi-kanyo.